# Islands in the Stream
"Islands in the Stream" är en sång skriven av bröderna Gibb, släppt på singel i augusti 1983 som inspelning i duett med Kenny Rogers och Dolly Parton. Den toppade både Billboard Hot 100 och Billboard Hot Country Singles.

## Singeln

### Låtlista
1. Kenny Rogers & Dolly Parton: "Islands in the Stream" – 4:08 (Barry Gibb, Robin Gibb, Maurice Gibb)
2. Keny Rogers: "Midsummer Nights" – 3:47 (Barry Gibb, Albhy Galuten)

### Listplaceringar
| Lista (1983–1984) | Topplacering |
| ----------------- | ------------ |
| Nederländerna     | 5            |
| Norge             | 2            |
| Nya Zeeland       | 2            |
| Schweiz           | 2            |
| Sverige           | 3            |
| Österrike         | 1            |

## Coverversioner
- Kikki Danielsson spelade in sången med text på svenska av Ingela "Pling" Forsman som "Öar i ett hav" på sitt album Singles Bar 1983 [7]. Med denna text tolkades låten 2009 av det svenska dansbandet Drifters i duett med Kjelle Danielsson från Jannez på albumet "Ljudet av ditt hjärta" [8]. 2010 tolkade det svenska dansbandet Wahlströms låten på albumet Vårt älskade 80-tal, då med originaltext [9].

### Fotnoter
1. ↑  Listplacering
2. ↑  Listplacering
3. ↑  ”Listplacering”. Arkiverad från originalet den 24 november 2012. https://web.archive.org/web/20121124082030/http://charts.org.nz/showitem.asp?interpret=Kenny+Rogers+%26+Dolly+Parton&titel=Islands+In+The+Stream&cat=s. Läst 18 maj 2010.
4. ↑  Listplacering
5. ↑  Listplacering
6. ↑  Listplacering
7. ↑  Information i Svensk mediedatabas.
8. ↑  Information i Svensk mediedatabas.
9. ↑  Information i Svensk mediedatabas.